# Teatr (budynek)

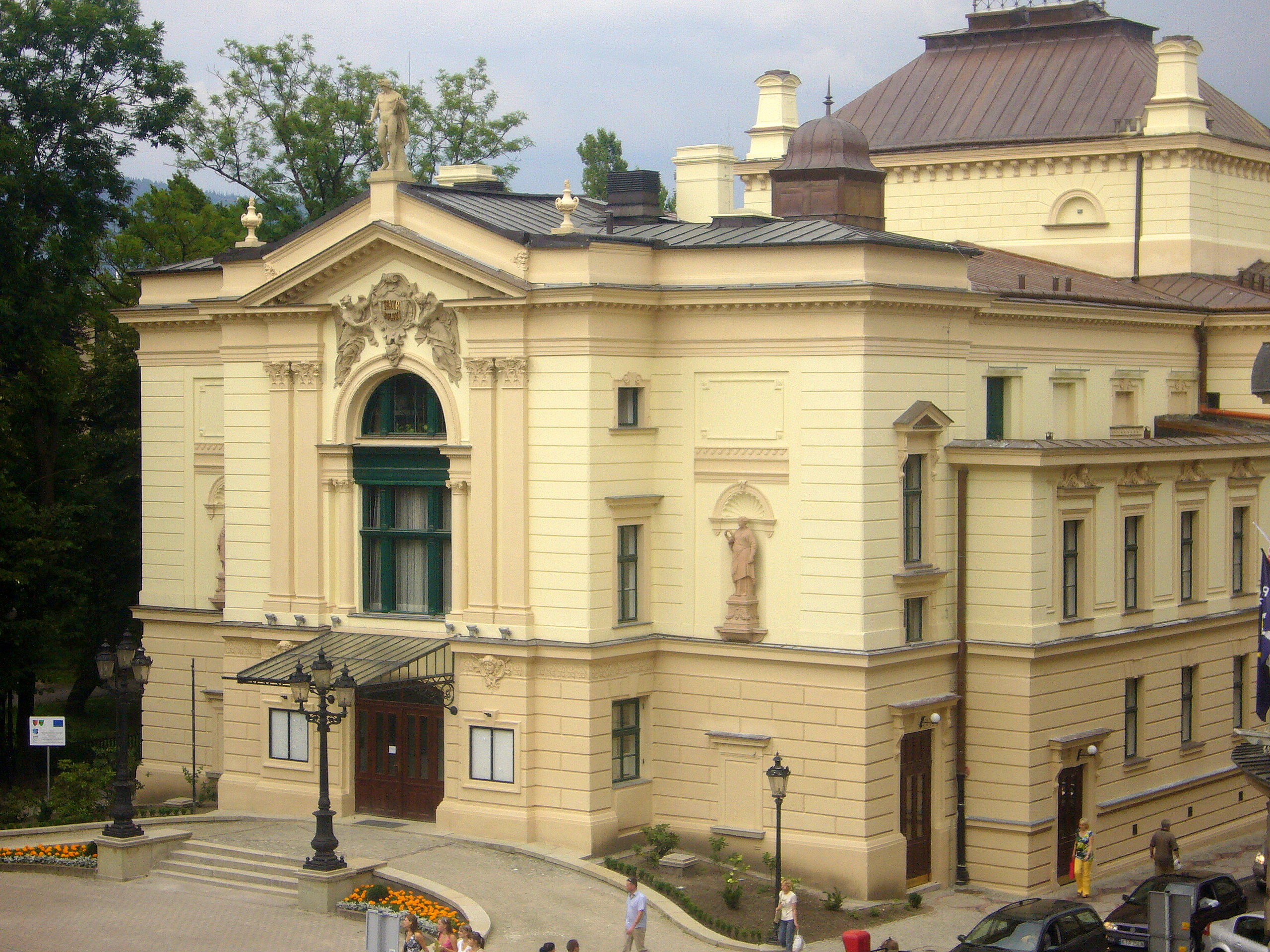
Teatr Polski w Bielsku-Białej

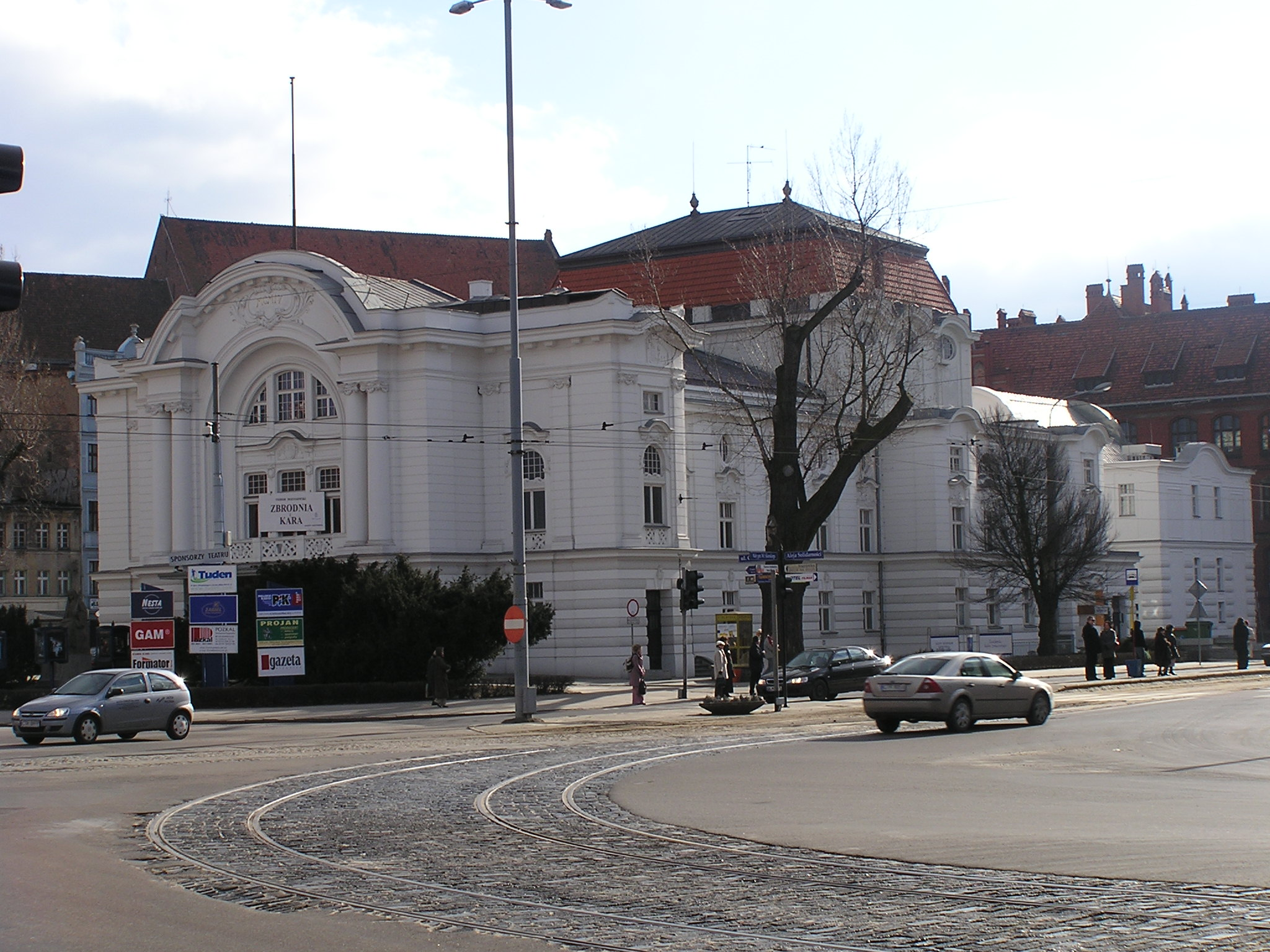
Teatr im. Wilama Horzycy w Toruniu

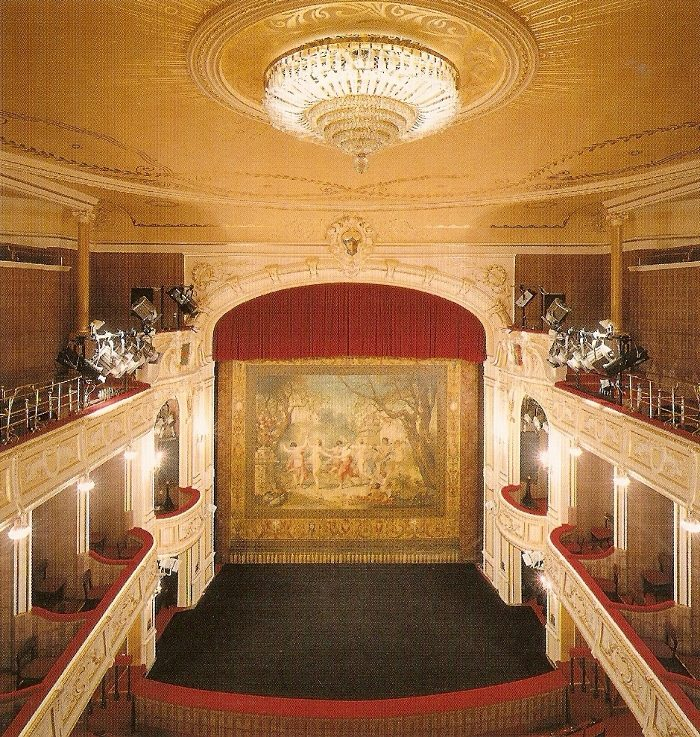
Scena teatralna Teatru Polskiego w Bielsku-Białej

Teatr – budynek, w którym odbywają się przedstawienia teatralne. W historii miejsce, w którym wystawianie sztuki było ukształtowane w różnorodny sposób. Najstarsze, pochodzące z czasów starożytnych są teatry greckie i rzymskie. 
W okresie średniowiecza nie budowano obiektów przeznaczonych dla odgrywania w nich widowisk teatralnych. Przedstawienia odbywały się w kościołach, w salach zamkowych lub na prowizorycznie wzniesionych scenach, podiach z ustawioną dekoracją w postaci lekkich ścianek symbolicznie wydzielających wnętrza rozgrywanej sztuki. Czasem był to ażurowy pawilon tzw. "mansjon" symbolizujący obiekt, w którym przebiega akcja sztuki. 
Stałe obiekty, przeznaczone specjalnie dla wystawiania sztuk zaczęto wznosić dopiero w XVI – XVII wieku. W budynkach takich umieszczano scenę i widownię w jednym dużym pomieszczeniu. Forma architektoniczna takiego rozwiązania wzorowana była na scenach ustawianych np. na dziedzińcach zamkowych, placach przy zajazdach itp. wcześniejszych podwyższeń na których rozgrywała się sztuka obserwowana przez widzów z okalających place ganków, okien i balkonów. W budynku teatralnym znajduje się wiele innych pomieszczeń przeznaczonych dla aktorów (np. garderoby, charakteryzatornie), rekwizytornie, pracownie, w których przygotowywane są dekoracje, rekwizyty, stroje (ubrania, peruki) i wiele innych pomieszczeń niezbędnych dla przygotowania przedstawienia (np. sale prób śpiewu, tańca). Oprócz pomieszczeń zaplecza technicznego związanego z właściwym oświetleniem, nagłośnieniem itp. w budynku teatralnym znajdują się miejsca ogólno dostępne dla widza. Wejście do teatru, zazwyczaj wykonane w reprezentacyjnej formie prowadzi przez hall do foyer. Widownia teatralna często złożona jest z części parterowej o amfiteatralnie ustawionych rzędach krzeseł i części piętrowej rozlokowanej na balkonach. Balkony zajmują dwa-, trzy- czasem cztery piętra. Najwyższe nazywane są "jaskółkami", dawniej mieściły tylko miejsca stojące. Balkony, najczęściej tylko pierwszego piętra, dzielone są na loże. Najbardziej reprezentacyjne miejsca na widowni umieszczone są w loży balkonu I piętra, na wprost sceny. Przy lożach, zwłaszcza przy loży środkowej, umieszczano mały gabinet służący do odpoczynku i spotkań towarzyskich w trakcie antraktu. Loże budowano także w poziomie parteru, pod usytuowanymi nad nimi balkonami. 
Scena oddzielona jest od widowni tzw. rampą. W czasach obecnych jest to po prostu krawędź sceny. Dawniej wzdłuż niej ustawiano szereg lamp oświetlających scenę. W zagłębieniu przed sceną, częściowo pod nią mieści się orkiestron (w teatrach przystosowanych do wystawiania spektakli muzycznych: oper, baletu). Dawniej, w środkowej części sceny, tuż przy rampie umieszczano tzw. budkę suflera. Z widowni była widoczna w postaci wystającej nad poziom sceny niskiej osłony, często w kształcie muszli. Kurtyna oddzielająca scenę od widowni składa się właściwie z trzech zasłon. Najlżejsza używana jest do zasłaniania sceny podczas przerw w przedstawieniu. Druga, często o bogatej dekoracji widoczna jest przez widzów tuż przed widowiskiem, trzecia oddziela scenę od widowni w czasie, gdy teatr jest zamknięty dla widzów. Pełni ona rolę przegrody pożarowej, zabezpieczając teatr.